# Elymus jacquemontii
Elymus jacquemontii är en gräsart som först beskrevs av Joseph Dalton Hooker, och fick sitt nu gällande namn av Thomas Arthur Cope. Elymus jacquemontii ingår i släktet elmar, och familjen gräs. Inga underarter finns listade i Catalogue of Life.